# Rostocker Citylauf
Der Rostocker Citylauf (aktueller Name Rostocker E.ON Citylauf nach dem Hauptsponsor E.ON SE) ist eine Laufsportveranstaltung, die seit 1993 jährlich in Rostock im Mai stattfindet. Veranstalter ist der Rostocker Citylauf e.V. Vermarktet wird der Lauf durch die Rostocker Eventagentur PRO EVENT. Neben einem Halbmarathon werden derzeit ein 3 km Schnupperlauf, ein 6 km Volkslauf, ein 10 km Volkslauf sowie eine 5 × 3 km Staffel angeboten. Auch ein Handbikerwettbewerb steht auf dem Programm.
Die Strecke ist ein drei Kilometer langer Rundkurs in der Stadtmitte von Rostock. Start und Ziel ist am Rathaus, von dort geht es am Steintor und dem Rosengarten entlang auf die August-Bebel-Straße und von dort am Kröpeliner Tor vorbei auf die Lange Straße. Nach einer Schleife durch die Fußgängerzone geht es an der Marienkirche vorbei zum Ausgangspunkt.
Die Rockband CITY hat ein Namenspatronat inne. Die Bandmitglieder sind zudem Ehrenmitglieder des Rostocker Citylauf e.V.
2007 wurde vom Leichtathletikverband Mecklenburg-Vorpommern die Landesmeisterschaft im Halbmarathon im Rahmen des Rostocker Citylaufs ausgetragen.

## Finisher 2011
- Handbiker 3
- Halbmarathon 237
- 10 km: 459
- 6 km: 411
- 3 km: 699